# Jaroslav Pelikan
Jaroslav Jan Pelikan (* 17. Dezember 1923 in Akron, Ohio; † 13. Mai 2006 in Hamden, Connecticut) war ein US-amerikanischer Historiker und galt als einer der international führenden Spezialisten für Theologiegeschichte und Geistesgeschichte des Mittelalters.

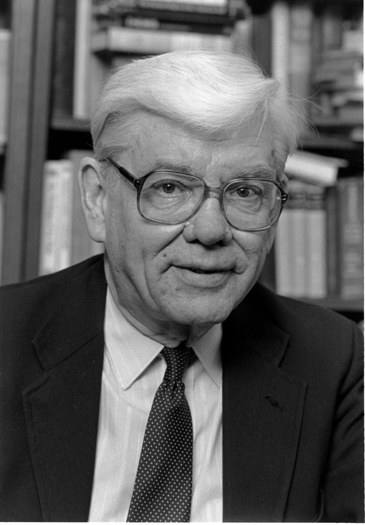
Jaroslav Pelikan

## Leben
Er wurde 1923 in Akron, Ohio als Sohn eines Pastors der lutherischen slowakischen Kirche und einer serbischen Mutter geboren. Bereits mit zweieinhalb Jahren hatte er sich das Lesen beigebracht und lernte auf einer Schreibmaschine schreiben, da er noch nicht mit dem Bleistift umgehen konnte. In einem mehrsprachigen Umfeld lernte er schon als Kind englisch, slowakisch, serbisch und deutsch, als Jugendlicher dann noch russisch, lateinisch, griechisch und hebräisch.
Bereits mit 23 Jahren hatte er einen Abschluss in Theologie und einen Doktortitel der Universität von Chicago. Sein Doktorvater war ein Schüler von Adolf von Harnack. Seine beruflichen Vorbilder wurden Harnack und Georgi Wassiljewitsch Florowski, mit dem er auch persönlich befreundet war.
1946 heiratete er Sylvia Pauline Burica, mit der er drei Kinder hatte. Im selben Jahr wurde er zum Pastor der Lutheran Church – Missouri Synod ordiniert und arbeitete zunächst als assistant pastor in der Gemeinde seines Vaters in Chicago. Gleichzeitig war er Assistent an der Valparaiso University in Indiana, bis er 1951 an das Concordia Seminary in St. Louis berufen wurde. 1953 übernahm er eine Professur an der University of Chicago und wechselte 1962 an die Yale University, wo er 1972 Sterling Professor of History wurde. Von 1973 bis 1978 war er Dekan der dortigen historischen Fakultät.
Daneben war er Herausgeber der Religions-Sektion der Encyclopædia Britannica und Gründer des Council of Scholars der Library of Congress, Präsident der American Academy of Arts and Sciences (Mitglied seit 1966), Präsident der American Society of Church History, Mitglied der American Philosophical Society seit 1978 und unter Bill Clinton im President’s Committee on the Arts and Humanities. 2000 wurde er zum korrespondierenden Mitglied der British Academy gewählt. Von 1999 bis 2001 war er der Präsident der American Academy of Political and Social Science.
1998 konvertierte er von der lutherischen zur Orthodoxen Kirche in Amerika. In einem offenen Brief an seine frühere Gemeinde bezeichnete er diesen Schritt als logischen Höhepunkt einer jahrzehntelangen geistigen und geistlichen Entwicklung.
Neben seinen über 30 weiteren akademischen Ehrungen erhielt er 1998 von der Harvard University einen Ehrendoktor für Rechtswissenschaft und 2004 zusammen mit Paul Ricœur für sein Lebenswerk von der Library of Congress den mit einer Million Dollar dotierten John W. Kluge-Preis, was einem Nobelpreis für Geisteswissenschaft entspricht.

## Werke
Sein erstes Buch From Luther to Kierkegaard publizierte er mit 30 Jahren.
Er war Mitarbeiter von Editionen der Werke Johannes Chrysostomos’, Augustinus’ und Erasmus’ und Herausgeber einer Neuübersetzung von Luthers Werken in 55 Bänden (1955–1971), die heute auch auf CD-ROM erhältlich ist (ISBN 0-8006-0359-1).
Sein populärstes Werk ist Jesus Christus. Erscheinungsbild und Wirkung in 2000 Jahren Kulturgeschichte (1986), das den Einfluss Jesu auf die Kulturgeschichte schildert (ISBN 3-545-25062-8). Daran anschließend publizierte er Maria. 2000 Jahre in Religion, Kultur und Geschichte (Original 1996, deutsch 1999).
Von 1971 bis 1989 arbeitete er an den fünf Bänden von The Christian Tradition: A History and Development of Doctrine, einem monumentalen Werk der Theologiegeschichte, das in der Bedeutung ähnlich gewertet wird wie die hundert Jahre früher vollendete Dogmengeschichte von Adolf Harnack.
Sein 2003 erschienenes Buch Credo: Historical and Theological Guide to Creeds and Confessions of Faith in the Christian Tradition (ISBN 0-300-09388-8) wird vom liberalen anglikanischen Primas Rowan Williams ebenso gelobt wie vom konservativen katholischen Papst Benedikt XVI.
Während Harnack für Pelikan nach eigener Aussage als Gelehrter ein Vorbild war, unterscheidet sich Pelikans Interpretation der Dogmengeschichte dennoch in einigen wesentlichen Punkten: Im Gegensatz zu Harnack, der dogmatische Positionen im Wesentlichen durch Philosophie und Politik zu erklären sucht, betont Pelikan besonders die biblische Exegese, beispielsweise die Schlüsseltexte der Bibel, in deren Licht die Protagonisten der einzelnen Positionen den Rest der Bibel interpretierten. Ebenfalls im Gegensatz zu Harnack und vielen seiner Nachfolger sieht Pelikan in der orthodoxen Tradition, der er einen vollen Band seines fünfbändigen Werks widmete, einen wesentlichen Teil der christlichen Tradition. Seine Interpretation der griechischen und slawischen orthodoxen Geschichte wird von orthodoxen Theologen als das umfassendste Werk der orthodoxen Theologiegeschichte bezeichnet.
Pelikan geht davon aus, dass die christliche Lehre (lex credendi) aus der christlichen Liturgie (lex orandi) hervorgeht, die sie zu erklären sucht, und nicht umgekehrt, wie bei Harnack, die Lehre die Liturgie bestimmt. Sein Verhältnis zur christlichen Tradition ist illustriert durch das Zitat: „Tradition ist der lebendige Glaube der Toten; Traditionalismus ist der tote Glaube der Lebendigen.“ (The Christian Tradition, Band 1, S. 9).
In seinem 2005 erschienenen Buch Whose Bible is it? beschreibt er parallel die Geschichte und Interpretation der jüdischen und der christlichen Bibel in den verschiedenen Konfessionen bis zur Gegenwart.